# Residencia de Sinuiju
La Residencia de Sinuiju, conocida localmente como la Casa Central de Lujo o la Residencia Central de Lujo, es una de las muchas residencias oficiales del líder norcoreano Kim Jong-un. Según los informes, se hizo cargo de la residencia de su padre, Kim Jong-il después de la muerte de su hermano mayor en 2011. La residencia se encuentra cerca de Sinuiju, en la provincia de P'yŏngan del Norte de Corea del Norte. El conocimiento público sobre la residencia salió a la luz a través del proyecto Corea del Norte al descubierto (North Korea Uncovered).